# Kryzys konstytucyjny w Mołdawii w 2019 roku
Kryzys konstytucyjny w Mołdawii w 2019 roku – sekwencja wydarzeń po mołdawskich wyborach parlamentarnych z lutego 2019 roku oraz kolejne próby utworzenia i zaprzysiężenia nowego rządu doprowadziły do kryzysu konstytucyjnego, którego efektem od 8 czerwca jest dwuwładza w państwie.
8 czerwca 2019 Maia Sandu została wybrana przez parlament na premiera – tworząc gabinet Sandu, a Zinaida Greceanîi została wybrana na przewodniczącego parlamentu. Jednak 9 czerwca 2019 Trybunał Konstytucyjny zawiesił czasowo prezydenta Mołdawii – Igora Dodona, w uprawnieniach i obowiązkach jego urzędu, mianując byłego premiera Pavela Filipa p.o. prezydenta. Filip natychmiast wydał dekret rozwiązujący parlament i rozpisał na 6 września przedterminowe wybory, ruch ten został uznany za nielegalny przez nowy rząd.

## Podłoże
Mołdawia jest republiką parlamentarną. W grudniu 2016 roku Igor Dodon, poprzednio lider Partii Socjalistów Republiki Mołdawii, został wybrany na prezydenta. Opisywany jest jako prorosyjski i wspierany przez Rosję. W lutym 2019 roku wyniku wyborów parlamentarnych partia socjalistyczna zdobyła 35 mandatów, Demokratyczna Partia Mołdawii pod przewodnictwem Vladimira Plahotniuca (30 mandatów), ACUM autorstwa Sandu i Andrei Năstase (26 miejsc), MR (7 miejsc) i niezależni kandydaci (3 miejsca). Zgodnie z konstytucją parlament ma 90 lub 3 miesiące, w zależności od interpretacji, na utworzenie rządu; jeśli nie uda się utworzyć rządu, prezydent musi rozwiązać parlament i wyznaczyć nowe wybory. Do czasu utworzenia nowego rządu władzę miał sprawować gabinet Filipa.

## Kryzys
W piątek 7 czerwca Trybunał Konstytucyjny postanowił, że odbędą się nowe wybory parlamentarne, jeśli żaden rząd nie zostanie powołany przed upływem trzymiesięcznego terminu, począwszy od zatwierdzenia wyników wyborów w dniu 9 marca. Spowodowało to powstanie koalicji. W sobotę 8 czerwca partie tworzące blok ACUM (Platforma Godność i Prawda + Partia Akcji i Solidarności) w końcu osiągnęły porozumienie z PSRM. Porozumienie to pozwoliło Sandu na utworzenie rządu, a przewodniczącym parlamentu została liderka frakcji parlamentarnych socjalistów, Zinaida Greceanîi. Było to dzień później niż termin 90 dni przewidziany zgodnie z obowiązującym prawem. Dodon odmówił interwencji w celu rozwiązania parlamentu. Demokratyczna Partia Mołdawii została pominięta, a wiceprzewodniczący parlamentu, Sergiu Sîrbu, złożył wniosek do Trybunału Konstytucyjnego o odsunięcie Dodona od pełnionych obowiązków za odmowę rozwiązania parlamentu. Sąd w niedzielę 9 czerwca zgodził się na wniosek, odwołując Dodona i mianując Filipa p.o. prezydenta. Filip rozwiązał parlament i ogłosił, że przedterminowe wybory odbędą się 6 września. 
Koalicja "ACUM-PSRM" nazywała decyzję Filipa nielegalną. 8 czerwca zwolennicy PDM zaczęli instalować namioty w Kiszyniowie.
11 czerwca dobiegło końca tymczasowe zawieszenie prezydenta. Dodon zwołał Najwyższą Radę Bezpieczeństwa i anulował dekret o rozwiązaniu parlamentu, potępiając „uzurpację władzy” przez Filipa.
14 czerwca do dymisji podał się Pavel Filip jako powód swojej decyzji podając presję wywieraną na jego administrację: „Nasza rezygnacja nie odblokowuje procesu prawnego, ponieważ kryzys konstytucyjny trwa nadal”, powiedział. Odchodząc z urzędu zażądał przeprowadzenia przedterminowych wyborów i odmówił uznania rządu Sandu za legalny. Sandu wezwała Partię Demokratyczną Mołdawii do wycofania swoich zwolenników otaczających budynki rządowe i zaprzestania protestów.

## Reakcje
- Unia Europejska – 8 czerwca wydała oświadczenie wzywające do spokoju i wyraziła gotowości do współpracy z demokratycznie wybranym rządem, starannie nie wymieniając tego, o którym mówi. 
  - 10 czerwca – Rząd Sandu otrzymał wsparcie od Francji, Niemiec, Wielkiej Brytanii, Polski i Szwecji poprzez wspólną deklarację, w której stwierdza się w szczególności: „W obecnym kryzysie konstytucyjnym uważamy parlament Mołdawii jako przedstawiciela ludu [...] Wzywamy do spokoju i powściągliwości. Wszystkie strony ponoszą odpowiedzialność za rozwiązanie tego kryzysu konstytucyjnego środkami pokojowymi.”[7].

- Rosja – 8 czerwca rosyjski wicepremier Dmitrij Kozak określił działania PDM jako „przestępcze”[8].
  - 10 czerwca – nowy rząd został uznany przez Rosję o czym w specjalnym komunikacje poinformowało Ministerstwo Spraw Zagranicznych[9].

- Stany Zjednoczone – 10 czerwca Departament Stanu Stanów Zjednoczonych wydał oświadczenie „wzywając wszystkie partie mołdawskie do wykazania powściągliwości i osiągnięcia porozumienia na drodze dialogu politycznego” i podkreślając ważność wyborów parlamentarnych w Mołdawii z lutego 2019 roku. W oświadczeniu nie została poparta żadna ze stron kryzysu[10].

- Rumunia – 12 czerwca prezydent Rumunii Klaus Iohannis wzywał UE do „pilnego” zajęcia się problemem kryzysu konstytucyjnego w Mołdawii[11]. Tego samego dnia Ministerstwo Spraw Zagranicznych Rumunii poinformowało o uznaniu rządu Mai Sandu[12]